# Wereldkampioenschappen baanwielrennen 1958
De wereldkampioenschappen baanwielrennen 1958 werden gehouden van 2 tot en met 7 september 1958 in het Franse Parijs. Er stonden acht onderdelen op het programma, drie voor beroepsrenners en drie voor amateurs. Ook werden er voor het eerst twee wedstrijden bij de vrouwen georganiseerd en stond er een onderdeel Stayeren voor amateurs op het programma.

## Uitslagen

### Beroepsrenners
| Onderdeel     | Goud            | Goud        | Zilver            | Zilver | Brons          | Brons     |
| ------------- | --------------- | ----------- | ----------------- | ------ | -------------- | --------- |
| Sprint        | Michel Rousseau | Frankrijk   | Enzo Sacchi       | Italië | Antonio Maspes | Italië    |
| Achtervolging | Roger Rivière   | Frankrijk   | Leandro Faggin    | Italië | Franco Gandini | Italië    |
| Stayeren      | Walter Bucher   | Zwitserland | Guillermo Timoner | Spanje | Wout Wagtmans  | Nederland |

### Amateurs
| Onderdeel     | Goud                 | Goud                | Zilver              | Zilver    | Brons                | Brons     |
| ------------- | -------------------- | ------------------- | ------------------- | --------- | -------------------- | --------- |
| Sprint        | Valentino Gasparella | Italië              | Sante Gaiardoni     | Italië    | Dick Ploog           | Australië |
| Achtervolging | Norman Sheil         | Verenigd Koninkrijk | Philippe Gaudrillet | Frankrijk | Carlo Simonigh       | Italië    |
| Stayeren      | Lothar Meister       | DDR                 | Heinz Wahl          | DDR       | Arie van Houwelingen | Nederland |

### Vrouwen
| Onderdeel     | Goud                | Goud        | Zilver                       | Zilver              | Brons        | Brons               |
| ------------- | ------------------- | ----------- | ---------------------------- | ------------------- | ------------ | ------------------- |
| Sprint        | Galina Ermolaeva    | Sovjet-Unie | Valentina Maximova-Pantilova | Sovjet-Unie         | Jean Dunn    | Verenigd Koninkrijk |
| Achtervolging | Ludmilla Kotchetova | Sovjet-Unie | Stella Bail                  | Verenigd Koninkrijk | Kathleen Ray | Verenigd Koninkrijk |

### Medaillespiegel
| Plaats | Land                | Goud | Zilver | Brons | Totaal |
| 1      | Frankrijk           | 2    | 1      | 0     | 3      |
| 1      | Sovjet-Unie         | 2    | 1      | 0     | 3      |
| 3      | Italië              | 1    | 3      | 3     | 7      |
| 4      | Verenigd Koninkrijk | 1    | 1      | 2     | 4      |
| 5      | DDR                 | 1    | 1      | 0     | 2      |
| 6      | Zwitserland         | 1    | 0      | 0     | 1      |
| 7      | Spanje              | 0    | 1      | 0     | 1      |
| 8      | Nederland           | 0    | 0      | 2     | 2      |
| 9      | Australië           | 0    | 0      | 1     | 1      |
| Totaal | Totaal              | 8    | 8      | 8     | 24     |